# 기존의무의 원칙
기존의무의 원칙(pre-existing duty rule)은 기존에 실행하여야 하는 의무사항을 약인으로 제공하는 경우 약인으로 인정하지 않는 것을 말한다. 예를 들어 배의 선원과 선장이 폭풍을 맞아 침몰할 위기에 이르자 선장이 선원에서 열심히 일해줄 것을 조건으로 보너스를 주기로 약속한다면 선원은 약인으로 "일"을 제공하는 것이 된다. 이는 선원이 이미 열심히 일할 기존의무를 지니고 있으므로 약인으로 인정되지 않는다. 이 원칙의 예외는 청약자에게 의무가 있는 것이 아닌 제3자에게 의무가 있는 경우, 기존의무의 원칙이 적용되지 않아 약인으로 인정된다. 예를 들어 앞의 사례에서 한 시민이 선원에게 열심히 일해주면 보너스를 주겠다고 약속한 경우, 선원은 그 시민에게 열심히 일할 의무가 있는 것이 아니므로 이 경우 유효한 계약이 될 수 있다. 또한 채무자 채무보다 적은 수표를 보내 전체 채무를 청산하고자 채권자에게 수표에 잘보이게 표시하여 보낸 다면, 채권자가 이 수표를 현금화하는 것은 채무자가 선의로 행동하고 채무액이 논란의 여지가 있고 확정적이자 않다는 전제하여 제안 된 합의의 채권자가 동의하는 것으로 간주된다.

## 같이 보기
- 약인
- 계약